# Miloš Chmelíček
MUDr. Miloš Chmelíček (28. května 1924, Nárameč – 3. června 2020, Třebíč) byl český lékař, gynekolog. Mezi lety 1958 a 1989 byl primářem oddělení gynekologie v Nemocnici Třebíč.
V roce 2014 obdržel Cenu města Třebíče. V roce 2017 obdržel Nejvyšší ocenění Kraje Vysočina, přesněji kategorii Kamenná medaile Kraje Vysočina.

## Biografie
Narodil se v Náramči u Třebíče, jeho rodiče žili na Podkarpatské Rusi, otec působil jako četnický strážmistr, matka však odjela porodit do Náramče, kde se narodila, narodil se tak s pomocí porodní báby v domácnosti. Studoval na Podkarpatské Rusi, odkud byl totálně nasazen a převezen do Třebíče. Pod druhé světové válce nastoupil na učitelský ústav v Brně, ale byl přemluven ke studiu medicíny na Masarykově univerzitě, v listopadu 1949 vystudoval obor Všeobecné lékařství na Lékařské fakultě. V prosinci 1949 začal působit na oddělení chirurgie v Nemocnici Třebíč. Nastoupil základní vojenskou službu a působil primárně jako lékař na oddělení ORL. Od roku 1952 pak působil na oddělení gynekologie, které vedl doktor Wasserbauer. To pak od listopadu 1958 až do 30. června 1989 vedl jako primář. Byl jedním z těch, kteří se zasloužili o vybudování nového pavilonu porodnice v Nemocnici Třebíč. V roce 1969 zavedl provádění gynekologických laparoskopií, později také zavedl použití vakuumextraktoru. Pavilon porodnice pak byl pod jeho vedením otevřen v roce 1978. Po odchodu z nemocnice v 65 letech začal působit jako praktický lékař v oboru gynekologie v Dukovanech. Od roku 1989 působil ve Svazu totálně nasazených.
Hovořil latinsky, francouzsky a německy, účastnil se odborných konferencí.